# Wybory prezydenckie w Czadzie w 2001 roku

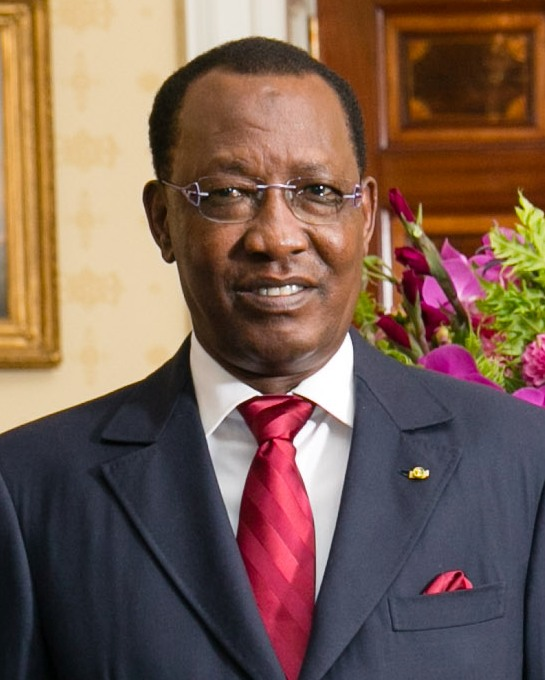
Idriss Déby – zwycięzca wyborów.

Wybory prezydenckie w Czadzie w 2001 roku zostały przeprowadzone 20 maja 2001. Wybory wygrał urzędujący prezydent Idriss Déby, który uzyskał poparcie konkurenta Lola Mahamata Chouy, lidera partii Ruch na rzecz Demokracji i Rozwoju.
Wstępne wyniki wyborów, pokazujące zwycięstwo Déby’ego, zostały zakwestionowane przez pozostałych kandydatów. 28 maja 2001 r. sześciu kandydatów opozycji zostało aresztowanych podczas spotkania w domu jednego z nich, Saleha Kebzabo. W akcji zginął jeden z działaczy opozycjnych, czterech zostało rannych. Zostali oni wypuszczeni an wolność wkrótce potem. 30 maja aresztowano ponownie sześciu kandydatów wraz z szefami i działaczami ich sztabów wyborczych. Powodem zatrzymania była próba zorganizowania przez opozycję wiecu politycznego podczas pogrzebu ofiary działań policji sprzed dwóch dni. Działacze opozycyjni byli przetrzymywani przez 12 godzin i zostali uwolnieni po osobistej interwencji szefa Banku Światowego, James Wolfensohna u prezydenta Déby’ego.
Déby został zaprzysiężony na drugą kadencję 8 sierpnia 2001 r.

## Wyniki
| Imię i nazwisko kandydata | Partia                                       | Liczba głosów | % głosów |
| ------------------------- | -------------------------------------------- | ------------- | -------- |
| Idriss Déby               | Patriotyczny Ruch Ocalenia                   | 1 533 509     | 63,17    |
| Ngarlejy Yorongar         | Federacja, Akcja na rzecz Republiki          | 396 864       | 16,35    |
| Saleh Kebzabo             | Narodowy Sojusz na rzecz Demokracji i Odnowy | 169 917       | 7,00     |
| Wadel Abdelkader Kamougué | Sojusz na rzecz Odnowy i Demokracji          | 146 125       | 6,02     |
| Ibni Oumar Mahamat Saleh  | Partia na rzecz Wolności i Rozwoju           | 70 248        | 2,89     |
| Delwa Kassiré Koumakoye   | Narodowy Ruch na rzecz Rozwoju i Postępu     | 57 382        | 2,36     |
| Jean Alingué Bawoyeu      | Sojusz na rzecz Demokracji i Republiki       | 53 513        | 2,20     |
| Ogółem (frekwencja 61,4%) | Ogółem (frekwencja 61,4%)                    | 2 427 558     | 100      |